# Józef Buchbinder
Józef Buchbinder (ur. 17 grudnia 1839 w Mordach, zm. 14 maja 1909 w Warszawie) – polski malarz i grafik pochodzenia żydowskiego. 

## Życiorys
Początkowo pomagał ojcu w pracach malarskich i przy renowacji obrazów, a następnie wyjechał do Łukowa, gdzie był uczniem szkoły u Bernardynów. Wykazywał się uzdolnieniami plastycznymi kopiując litografie, grafiki i drzeworyty, co zauważył ks. Wincenty Augustynowicz, który umożliwił mu w 1856 wyjazd do Warszawy, zakwaterowanie u Kapucynów i studia w Szkole Sztuk Pięknych. 9 stycznia 1857 Józef Buchbinder przyjął w Mordach chrzest w obrządku rzymskokatolickim. Naukę w Warszawie ukończył w 1861, dwa lata później wyjechał do Drezna, gdzie kontynuował studia pod kierunkiem Juliusa Hübnera, a następnie przeniósł się na krótko do Monachium (na początku 1863 r. zgłosił się do Akademii Sztuk Pięknych w Monachium - Techn. Malklasse: immatrykulacja 3 II 1863 r.). Pracował początkowo w Düsseldorfie, a następnie w Paryżu, skąd w 1863 wyjechał do Rzymu, gdzie tworzył i studiował w Akademii Świętego Łukasza. Zarabiał na utrzymanie kopiowaniem dzieł mistrzów epoki renesansu oraz malował obrazy o tematyce sakralnej, które stanowiły część ołtarzy kościelnych. Przyłączył się wówczas do grupy Zmartwychwstańców, która wpłynęła na jego twórczość, w której zauważalne stały się cechy mistycyzmu i twórczości tzw. Nazareńczyków, m.in. Johanna Friedricha Overbecka. W tym okresie poznał również historię i zasady chrześcijańskiej ikonografii. W 1870 opuścił Rzym i zamieszkał w Warszawie, gdzie tworzył sceny rodzajowe i portrety. W 1876 Zachęta Sztuk Pięknych przyznała mu nagrodę za projekt plafonu, równocześnie był autorem ilustracji o tematyce religijnej publikowanych w wielu czasopismach. m.in. Kłosach i w Tygodniku Ilustrowanym, gdzie od 1879 do 1885 kierował działem artystycznym. 
Spoczywa na cmentarzu Powązkowskim, kwatera 30-wprost, rząd 2, miejsce 5. 

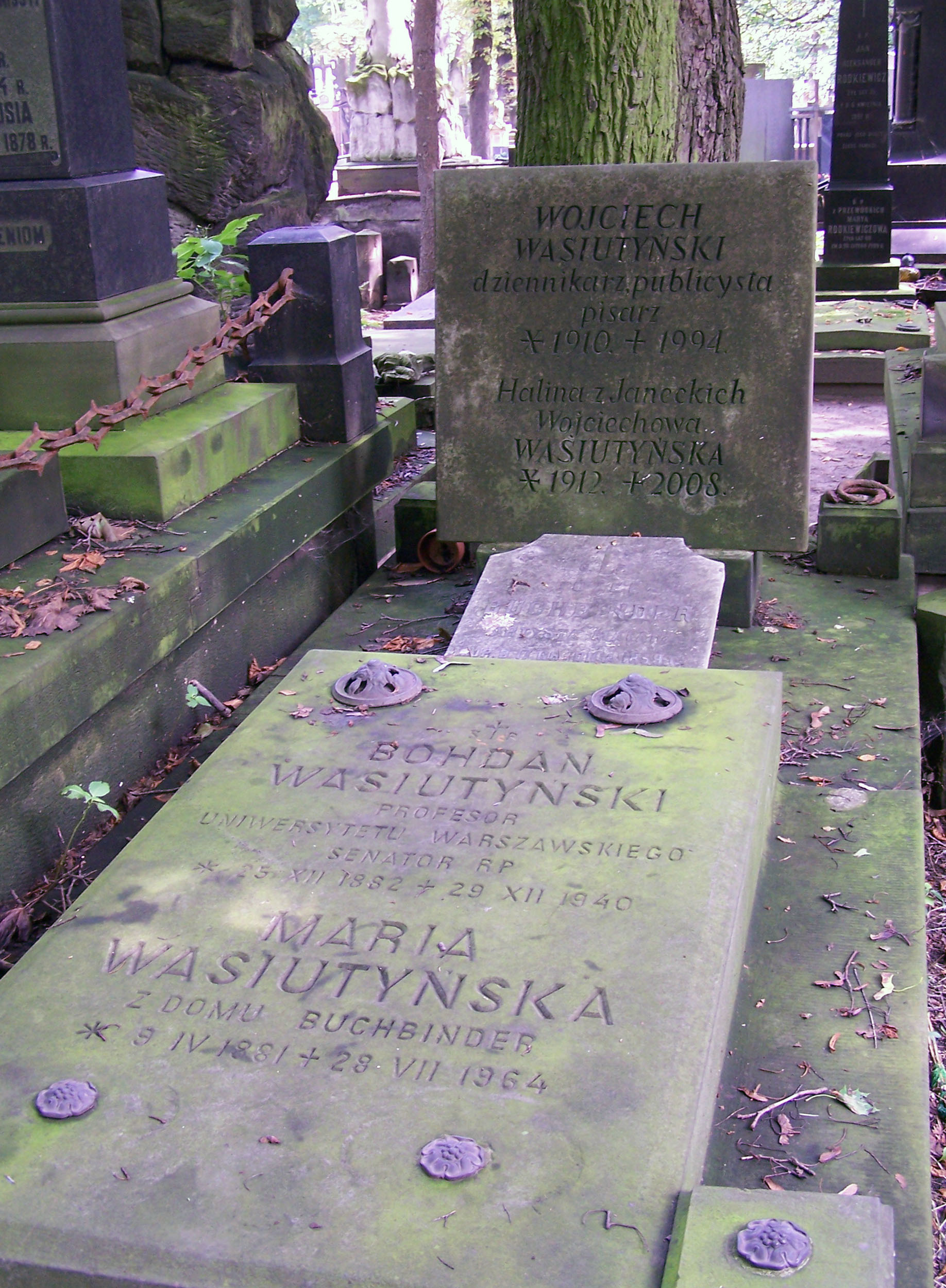
Grób Bohdana i Wojciecha Wasiutyńskich oraz Józefa Buchbindera na Starych Powązkach

## Twórczość
Twórczość Józefa Buchbindera obejmuje w przeważającej części tematykę religijną wzorowaną na kompozycjach z epoki renesansu. Posiada typowe dla nurtu nazarenizmu odzwierciedlenie uduchowienia religijnego popartego tradycjami narodowymi. Najbardziej zauważalne jest to w sposobie przestawienia postaci polskich świętych, m.in. Stanisława Kostki, św. Jadwigi Śląskiej. Tłem dla wielu obrazów były polskie krajobrazy. Jest tak w przypadku dzieł będących realizacją zamówień kościelnych, np. św. Florian na tle panoramy Krasnegostawu. Wiele obrazów znajdowało się w ołtarzach kościołów w Warszawie, część z nich uległa zniszczeniu podczas II wojny światowej. 
Obrazy pędzla Józefa Buchbindera znajdują się w kościołach Lubelszczyzny, Ziemi Kieleckiej, oraz wschodniego Mazowsza, m.in. w Ceranowie, Rozbitym Kamieniu, Cegłowie, Czerwonce, Żelechowie, Huszlewie i Niemojkach, w Mordach oraz w Sobieszynie. W 1894 r. w pracowni Buchbindera dwa obrazy z wizerunkiem św. Mikołaja i Najświętszego Serca Pana Jezusa z przeznaczeniem do kościoła św. Mikołaja w Maluszynie zamówił Józef hr. Ostrowski. 